# Eduard Arbós
Eduard Arbós Borras, né le 7 mai 1983 à Terrassa, est un joueur de hockey sur gazon espagnol. Il remporte la médaille d'argent aux Jeux olympiques d'été de 2008 à Pékin avec l'équipe d'Espagne.

## Palmarès

### Jeux olympiques
- Jeux olympiques d'été de 2008 à Pékin
  -  Médaille d'argent.

### Championnat d'Europe
- Championnat d'Europe de 2007 à Manchester
  -  Médaille d'argent.